# Frank Hahn

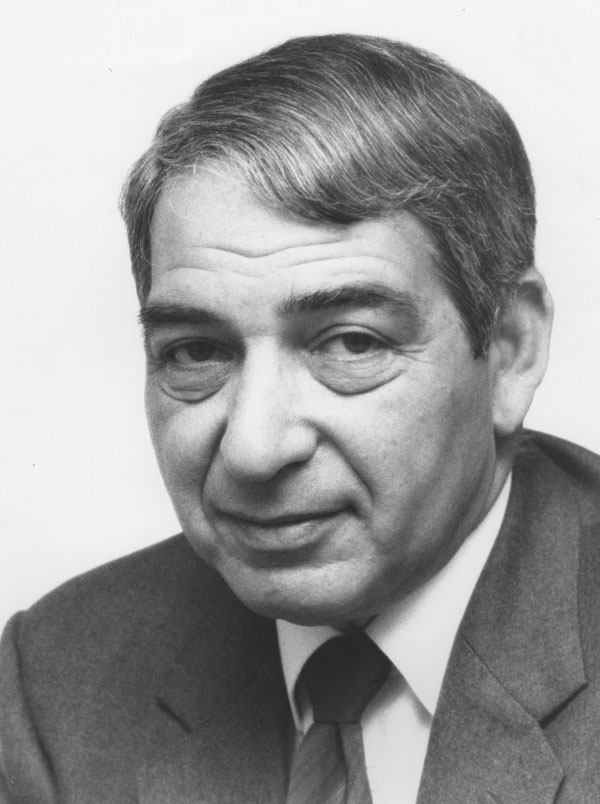
Frank Hahn.

Frank Horace Hahn (26 de abril de 1925 - 29 de enero de 2013), fue un economista británico cuyo trabajo se centró en la teoría del equilibrio general, la teoría monetaria, la economía keynesiana y monetarista. Un famoso problema de la teoría económica, en las condiciones bajo las cuales el dinero (que es intrínsecamente sin valor) puede tener un valor positivo en un equilibrio general, se llama "Problema de Hahn" después de él.

## Biografía
Frank Hahn nació en una familia Central Europea de intelectuales que viven en Berlín, en 1925.
Su padre era químico y escritor. La familia se trasladó a Praga en 1931, y en 1938 a Inglaterra.